# Vettius Agorius Praetextatus
Pour les articles homonymes, voir Prétextat.

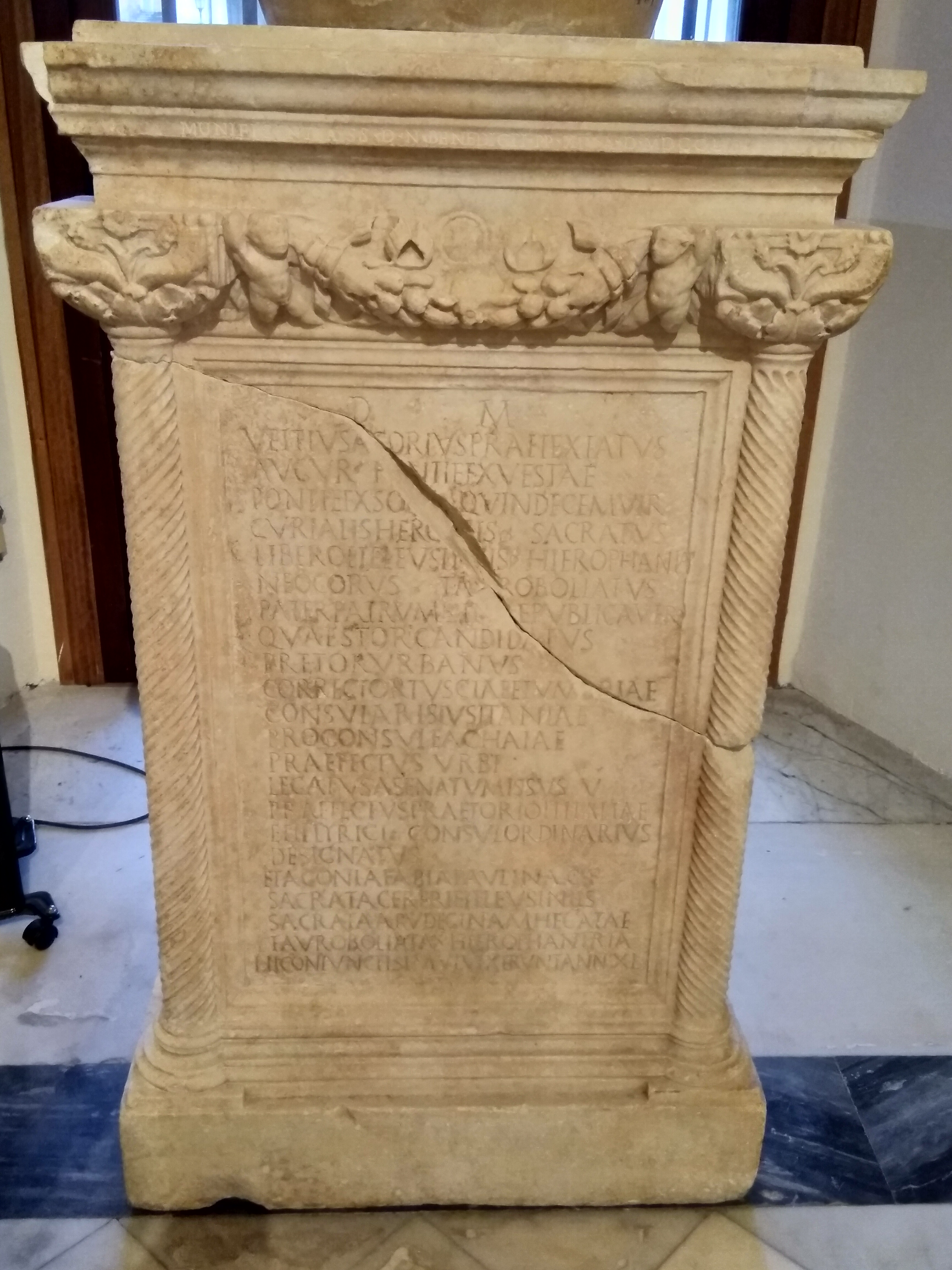
Base de la statue de Vettius Agorius Praetextatus, avec sa longue inscription funéraire. Musées du Capitole, Rome.

Vettius Agorius Praetextatus ou Prétextat (né vers 310, mort en 384) est un sénateur romain de la seconde moitié du IVe siècle. Il est un des derniers aristocrates défenseurs actifs de la religion romaine antique, ce qui n'empêche que les empereurs chrétiens lui confient les charges élevées de proconsul, préfet de la Ville, préfet du prétoire. Cinquante ans après sa mort, Macrobe en fait un des protagonistes du banquet des Saturnales présentant un long discours sur la thélogie solaire.

## Famille
Il est le fils de Vettius Rufinus et peut-être d'une Agoria.
Il s'est marié avec Aconia Fabia Paulina et vécurent ensemble quarante ans. Ils ont eu comme descendant Vettius Agorius Basilius Mavortius.

## Biographie

### Fonctions politiques
Il est questeur, préteur urbain, corrector de Tuscie et d'Ombrie, proconsul d'Achaïe sous Julien puis gouverneur de Lusitanie.
Valentinien Ier le désigne à la préfecture de la Ville de Rome, du 18 août 367 au 20 septembre 368. Ammien Marcellin décrit son mandat en termes élogieux : il juge avec intégrité et droiture, il veille au respect des poids et mesures dans le commerce, il élimine les constructions privées parasites qui encombrent les temples et les voies publiques. Il restaure le Portique des Dieux Conseillers, protecteurs de la Cité, et le marque d'une inscription indiquant qu'« il a restitué dans leur état antique les statues sacro-saintes des Dii consentes »,. Il arbitre le sanglant conflit entre les factions chrétiennes pour le titre d'évêque de Rome. Malgré le massacre des partisans d'Ursin commis par Damase il décide en faveur de ce dernier et expulse Ursin.
Praetextatus passe ensuite quinze ans sans exercer de fonction. Quoiqu'il ne partage pas la religion de l'empereur chrétien Théodose Ier, celui-ci le nomme est préfet du prétoire d'Illyricum, d'Italie et d'Afrique en 384 et consul désigné pour 385. Praetextatus meurt peu avant en décembre 384, à l'apogée de sa carrière. Son épouse lui compose une longue épitaphe qui rappelle les nombreuses fonctions qu'il a assumées au service de l'empereur, et aussi au service des anciens Dieux,. À l'inverse, Jérôme de Stridon, secrétaire de Damase, affirme dans une lettre à la dame romaine Marcella datée de 384 que « le consul désigné est maintenant dans le Tartare (l'Enfer) ».

### Fonctions religieuses
Il est l'un des derniers représentants de la haute noblesse romaine cherchant à défendre la religion romaine, alors que le Christianisme triomphe sous le règne de Théodose Ier. L'épitaphe de son monument funéraire rédigée par son épouse donne la longue liste des prêtrises et des cultes auxquels il a adhéré : à Rome, il exerce les sacerdoces officiels comme pontife de Vesta et de Solis Invictus, prêtre de Liber, augure, quindecemvir (surveillant les cultes d'origine étrangère) et curiale d'Héraclès. À titre privé, il est « père des pères » dans la hiérarchie mithriaque et tauroboliatus de Cybèle. Lors de son séjour en Grèce, il devient hiérophante, néocore (administrateur de temple) et il est initié à plusieurs cultes à mystères : culte de Dionysos, culte des deux déesses Déméter et Coré à Éleusis, culte d'Hécate à Égine. À son tour, il initie son épouse aux cultes d'Isis, de Céres et de Coré, de Liber, aux mystères d'Éleusis et d'Hécate, en fait une tauroboliata, initiations qui lui permettront de jouir de la béatitude après la mort.

### Postérité
Selon B. Kiilerich, le diptyque des Nicomaque et des Symmaque pourrait lui avoir été dédié. Coelia Concordia, la dernière Grande vestale (virgo Vestalis maxima) ayant exercé à Rome, lui érige une statue à titre posthume pour avoir tenté de freiner l'expansion du Christianisme au détriment de la religion romaine.
Selon Lellia Cracco-Ruggini, Prétextat serait, peu après sa mort, la cible non nommée d'un pamphlet anoynyme chrétien, le Carmen contra paganos.
Une cinquantaine d'années après sa mort, Macrobe le met en scène dans les Saturnales, œuvre composée vers 425, comme l'un des protagonistes d'un banquet au cours duquel on discute des traditions religieuses des Romains : Vettius Agorius Praetextatus prend alors la défense des cultes de ses ancêtres et définit un syncrétisme dans lequel les principales divinités sont assimilées au Soleil,.